# David Alan Stevenson
David Alan Stevenson (* 21. Juli 1854 in Edinburgh; † 11. April 1938) war ein schottischer Ingenieur.
Als Sohn von David, Enkel von Robert und Neffe von Thomas Stevenson stammte er aus einer Familie von Leuchtturmbauern. Der Sohn seines Bruders Charles Alexander – Alan Stevenson – setzte die Tradition fort.
Im Laufe seines Lebens erbaute David Alan Stevenson zusammen mit seinem Onkel Thomas und seinem Bruder Charles Alexander 26 Leuchttürme rund um Schottland.
1884 wurde er zum Mitglied (Fellow) der Royal Society of Edinburgh gewählt.

## Verwandtschaft
- Robert Stevenson (1772–1850), Großvater
  - David Stevenson (1815–1886), Vater
    - David Alan Stevenson (1854–1938)
    - Charles Alexander Stevenson (1855–1950), Bruder
      - Alan Stevenson (1891–1971), Neffe

  - Thomas Stevenson (1818–1887), Onkel
    - Robert Louis (Balfour) Stevenson (1850–1894), Cousin

  - Alan Stevenson (1807–1865), Onkel

Mit Ausnahme des Schriftstellers Robert Louis Stevenson waren alle hier aufgelisteten Familienmitglieder ebenfalls Ingenieure und Leuchtturmbauer.

## Leuchttürme von Charles und Alan Stevenson
- 1892: Fair Isle Lighthouse
- 1893: Helliar Holm Lighthouse
- 1895: Sule Skerry Lighthouse
- 1895: Rattray Head Lighthouse
- 1896: Stroma Lighthouse
- 1897: Tod Head Lighthouse
- 1898: Noup Head Lighthouse
- 1899: Flannan Isles Lighthouse
- 1900: Tiumpan Head Lighthouse
- 1900: Killantringan Lighthouse
- 1901: Barns Ness Lighthouse
- 1903: Bass Rock Lighthouse
- 1904: Hyskeir Lighthouse
- 1908: Trodday Lighthouse
- 1909: Neist Point Lighthouse
- 1912: Rubh Re Lighthouse
- 1912: Milaid Point Lighthouse
- 1914: Maughold Head Lighthouse (Isle of Man)
- 1915: Copinsay Lighthouse
- 1916: Clyth Ness Lighthouse
- 1924: Duncansby Head Lighthouse
- 1925: Brough of Birsay Lighthouse
- 1929: Esha Ness
- 1937: Tor Ness Lighthouse